# Heterogeneidade constitutiva
O conceito de heterogeneidade constitutiva faz parte dos estudos da análise do discurso, um campo da linguística e da comunicação.  O conceito de heterogeneidade diz respeito à presença do “outro” em determinado discurso. No caso da heterogeneidade constitutiva a presença do outro não é óbvia e não deixa marcas visíveis. No espaço discursivo, a fala do outro não é localizável, mas também não é possível dizer que “ele” não está lá, já que segundo os estudiosos da análise do discurso, todo e qualquer enunciado possui um caráter dialógico. A heterogeneidade constitutiva se encontra no interdiscurso, não está na superfície e também pode ser chamada de discurso indireto.